# Armadura (anatomía)

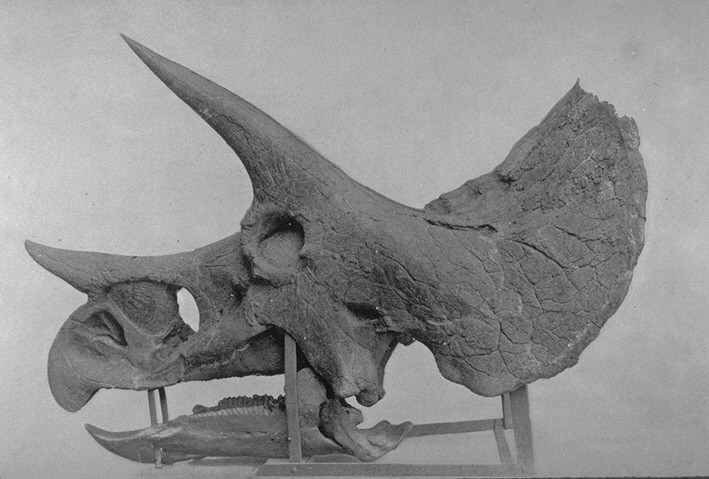
El cráneo de Triceratops con su gran volante y cuernos, ambas armadura natural.

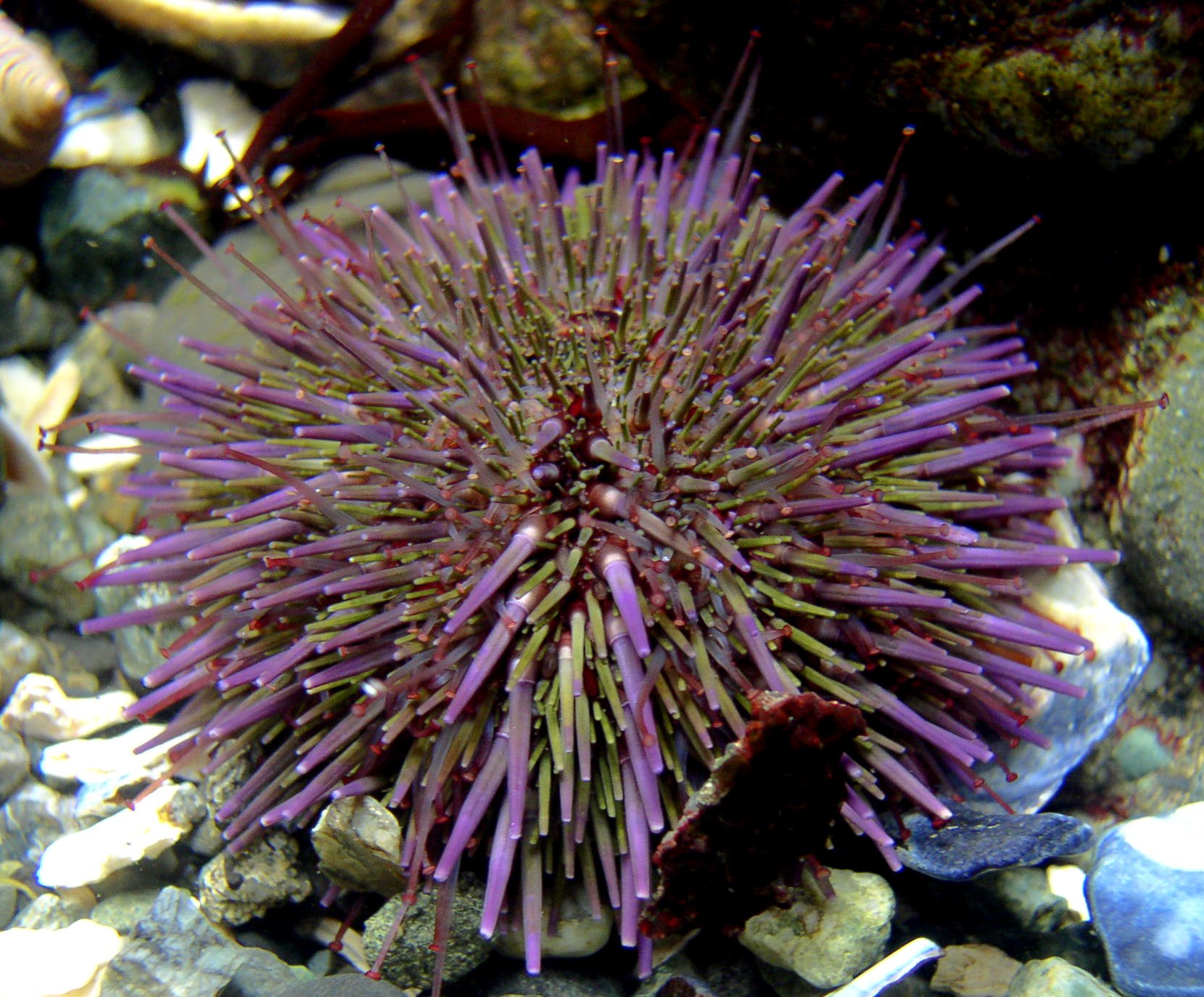
Strongylocentrotus purpuratus, un erizo de mar bien blindado

La armadura en los animales es protección externa o superficial contra los ataques de los depredadores, formado como parte del cuerpo (más que el uso conductivo de objetos externos protectores), por lo general a través del endurecimiento del cuerpo, excrecencias o secreciones. Por ello, ha desarrollado sobre todo en especies de presa. Las estructuras blindadas son normalmente compuestas habitualmente de depósitos, minerales, quitina, hueso o queratina.
La armadura es evidente en numerosas especies de animales de ambos tiempos actuales y prehistórico. Dinosaurios como Ankylosaurus, así como otros tireóforos (dinosaurios blindados como Ankylosaurus y Stegosaurus), crecieron armaduras de placa gruesa en sus cuerpos así como apéndices, armaduras ofensivas como el thagomizer o un mazo. La armadura adquirió muchas formas, incluyendo osteodermos, picos, cuernos y placas. Otros dinosaurios como Ceratopsios así como algunos Saurópodos como Saltasaurus, crecieron armaduras para defenderse, aunque la armadura en saurópodos generalmente es poco común.
En los tiempos modernos, algunos moluscos emplean el uso de conchas como una armadura, y la armadura es evidente en el exoesqueleto de quitina de los artrópodos. La armadura en los pescados se presenta en forma de Escamas, ya sean 'cosmoides', 'ganoides' o 'placoides' y en algunos casos espinas, como en peces como el pez espinoso. La placa te tiza, o el hueso de sepia, también actúa como armadura. La mayoría de los reptiles tienen la piel escamosa qué les protege de depredadores, además de la retención de agua; el exoesqueleto del cocodrilo y las conchas de las torugas de chelonia y las tortugas de Galápagos.
Numerosos mamíferos emplean el uso de espinas y armadura en el cuerpo, aunque no es tan resistente como las armaduras de los reptiles, como las espinas de los equidnas y de puercoespines y erizos. El caparazón oséo de los armadillos y el extinto Glyptodon era muy parecida a la armadura del Ankylosaurus' algunos armadillos son capaces de acurrucarse en forma de bola para protegerse de los depredadores cuando se sienten amenazados, haciéndoles estar expuestos debido a su armadura. Del mismo modo, que la placa peludas como las del pangolín, se emplean de la misma manera y están fabricadas del mismo material utilizado en la armadura ofensiva, el cuerno, del rinoceronte.
La armadura, se utiliza con el único propósito de alejar a los depredadores atacantes, pero se puede dividir en armadura defensiva y ofensiva. Los ejemplos de armaduras ofensivas son cuernos, pezuñas, cornamentas, Garras y picos, mazos y tenazas, como se desarrollan en algunos mamíferos, pájaros, reptiles (incluyendo dinosaurios, como el dromaeosauridos y los cuernos de los ceratopsios) y artrópodos. La armadura ofensiva es a menudo utilizada conjuntamente con la armadura defensiva y en algunos casos hace que un animales sea casi inatacable.